# 蓋爾澤 (土耳其)

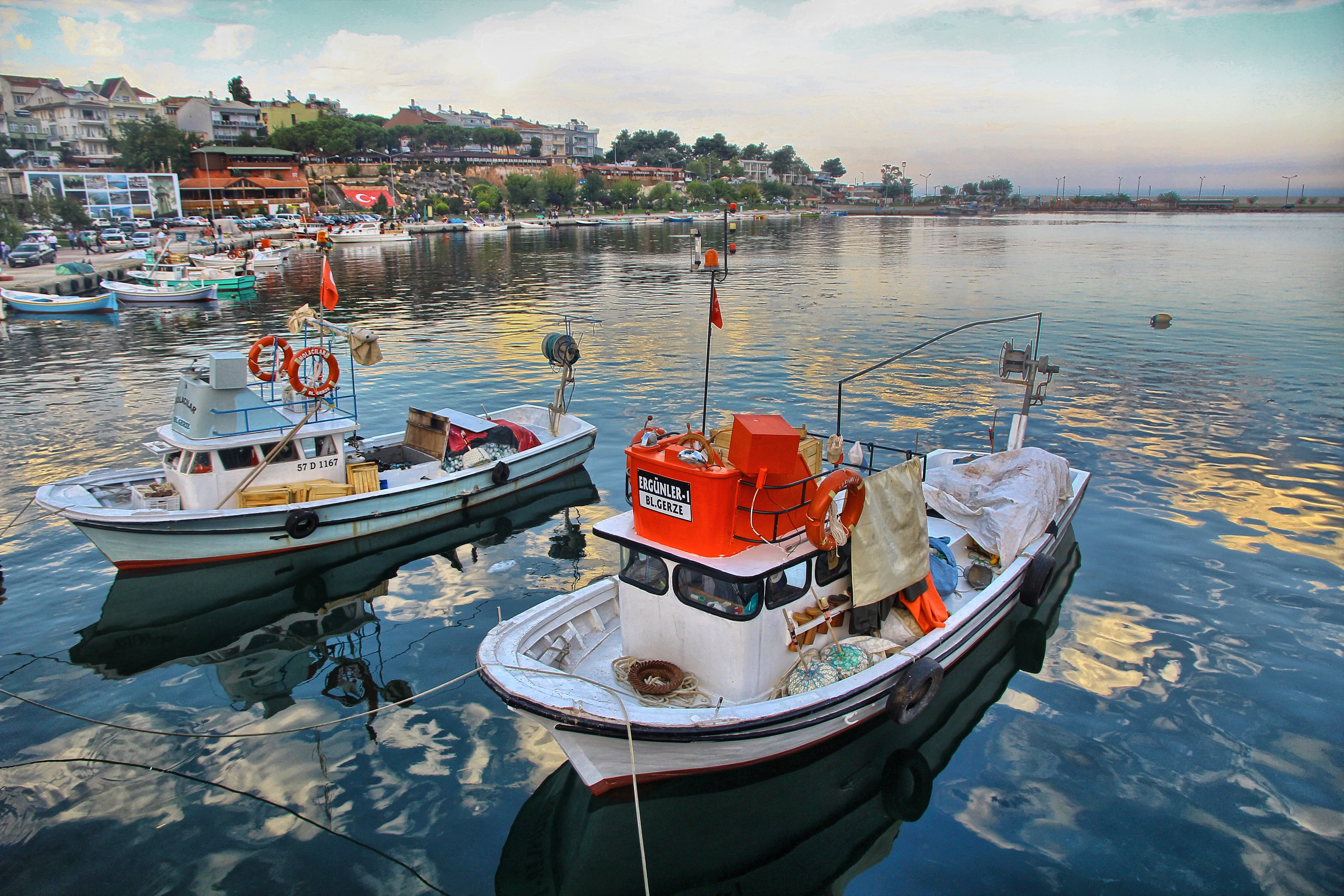
Gerze

蓋爾澤是土耳其的城鎮，由錫諾普省負責管轄，位於該國北部，距離首府錫諾普39公里，主要經濟活動是服務業，該鎮在1956年2月13日發生大火後重建，2011年人口12,254。
41°48′06″N 35°11′48″E / 41.80167°N 35.19667°E